# Block 10

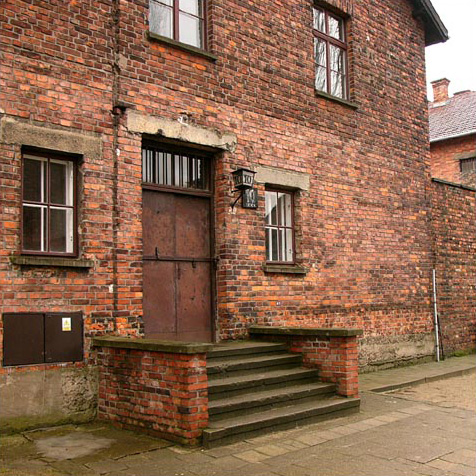
Block 10 dans le camp d'Auschwitz.

Le block 10 était une baraque du camp de concentration d'Auschwitz où des hommes et des femmes étaient sélectionnés et utilisés comme sujets d'expérimentation pour des médecins nazis. Les expériences menées dans le bloc 10 testaient les réactions corporelles à diverses substances, allant de l'absence d'effet à la stérilisation.
À partir d'avril 1943, les SS firent équiper l'ancien bâtiment de la caserne, pour des expériences de stérilisation sur des femmes juives. Ce bâtiment, situé dans le camp principal d’Auschwitz I, était sous la supervision de médecins nazis, notamment le Dr Carl Clauberg et le Dr Horst Schumann (Hors d'atteinte, le livre de Frédéric Couderc publié par Les Escales et Pocket révèle l'étendue des crimes de Schumann et sa vie de fugitif en Afrique).
Un millier de femmes juives ont été envoyées par les SS dans le bloc 10 d'Auschwitz, en provenance de toute l'Europe. Le Block peut rassembler jusqu'à 300 personnes à la fois. Au total, il y aura 1100 victimes, dont 130 française (75 arrivées le 20 juillet et 55 arrivées le 2 août1943 avec le convoi 58. Les femmes envoyées au Block 10 n'y ont pas passé toute la durée de leur captivité. Environ 300 femmes ont survécu.

## Témoignages
Eva Golgevit est sélectionnée dès son arrivée par le convoi n°58:
"Et voilà qu'on me pousse dans ce fameux Block 10 des expériences dites « médicales ». J'y découvre des femmes aux yeux éteints, aux regards muets et désespérés, comme si elles avaient peur de laisser échapper une parole, comme si elles n'avaient plus rencontré depuis longtemps des gens « normaux » ! (...)

Les SS avaient besoin de cinquante-cinq femmes pour le Block 10, le Block des expériences, qui se trouvait au camp d'Auschwitz I. C'était un réservoir de cobayes pour médecins SS pratiquant des expériences à prétention scientifique de stérilisation et de vivisection. Nous étions toutes des femmes juives de différents pays soumises aux expériences des docteurs Klauberg, Schumann, Wirths et autres..."
Dr Dora Lorska-Klein est également sélectionnée à l'arrivée du même convoi. Elle est affectée comme médecin au Block 10, où elle s'occupe des femmes. Elle organise un réseau de résistance et écrit des rapports sur les expérimentations menées dans le Block 10. En 1964, elle témoigne dans un procès en Grande-Bretagne contre Władysław Dering, un ancien médecin déporté d’Auschwitz accusé d’avoir pratiqué des stérilisations forcées.
Adélaïde Hautval, en tant que médecin déportée, a résisté à ces pratiques inhumaines en refusant de participer aux stérilisations forcées et aux sélections pour les chambres à gaz. Elle pensait que les nazis ne laisseraient pas vivantes les témoins de ses expériences.
Génia Oboeuf (née Goldgicht), partage son témoignage des expérimentations subies :
"Dans ce block 10, il y avait un renouvellement continuel de cobayes selon les transports, selon les arrivées, selon les besoins des médecins. Ces expériences portaient sur la stérilisation."
Imre Gönczi s'est vu injecter "des streptocoques dans l'avant-bras" et "du pus dentaire dans la plèvre" par le Dr Hans Münch et il a développé une forte fièvre. Il raconte ses souvenirs avec le Dr Hans Münch, après avoir accidentellement gâché une analyse bactériologique:
"Ils m'ont conduit dans la cour et m'ont fait faire des squats jusqu'à ce que je tombe inconscient. Je pensais : « Il veut me tuer. »"

## Les conditions de détention
Le Block 10 donne sur la cour des exécutions mais les fenêtres sont obstruées :
"[L]e Block était complètement obturé aux fenêtres par des planches et là, on nous a donné à chacune un châlit et nous avons attendu."
Les conditions de détention dans ce bloc étaient relativement moins dures que celles des autres sections du camp:
"Dans notre block 10, nous avions un régime un peu plus léger que celui des autres prisonniers, un peu meilleur qu'à Birkenau, car nous étions destinées aux expériences. (...) Le soir, l'Allemande, l'Aufseherin ("la surveillante"), partait et fermait notre Block à clé jusqu'au matin. Là, on avait la possibilité de mener nos affaires."

"Au Rez-de-chaussée, il y avait des chambres avec portes, bien, bien cloisonnées."
Mais les expérimentations sont effroyables:
"Les petites Grecques avaient entre 15 et 18 ans. On les a tellement massacrées, déchiquetées ! (...) [C]es pauvres jeunes filles avaient déjà subi des expériences, on leur avait déjà ouvert le ventre, on leur avait brûlé les ovaires à l'électricité!"

## Les médecins
Parmi les médecins qui ont effectués des expérimentations, on trouve notamment :
- Carl Clauberg (gynécologue) qui se concentre sur la recherche d'une méthode de stérilisation de masse[4] sans intervention chirurgicale[13], en utilisant une substance caustique pour obstruer les trompes de Fallope. Ses sujets étaient des femmes mariées âgées de 20 à 40 ans, ayant déjà des enfants[11].
- Horst Schumann qui a expérimenté sur des hommes et des femmes jeunes et en bonne santé, en utilisant des rayons X pour les stériliser[14].
- Eduard Wirths qui étudiait les lésions précancéreuses du col de l’utérus, photographiant souvent et retirant des parties du col sans consentement[15].
- Bruno Weber qui a expérimenté la compatibilité des groupes sanguins en saignant des prisonniers et en leur injectant d'autres groupes sanguins[16].
- August Hirt qui a organisé une collection de crânes juifs provenant de 86 prisonniers pour prouver leur « infériorité raciale »[16].
- Hans Münch qui dit à maintes reprises que le camp d'Auschwitz avait des « conditions de travail idéales »[10] mais qui a été acquitté le 22 décembre 1947 à Cracovie grâce aux témoignages de certaines de ses détenues[17]. Münch parle de ses actions souvent de manière détachée, presque rationnelle, sans remettre en question l'inhumanité du système nazi[18].